# 愛宕山古墳 (美浦村)
愛宕山古墳（あたごやまこふん）は、茨城県稲敷郡美浦村木原にある古墳である。美浦村指定文化財。

## 概要
愛宕山古墳は、霞ヶ浦を望む台地上に位置した美浦村最大の前方後円墳で、本古墳を含み3基の前方後円墳と3基の円墳で構成される木原台古墳群の中のひとつであり、木原台6号墳とも呼ばれる。
愛宕神社の境内になっており、前方部の正面斜面に鳥居、墳丘上を参道として、後円部上に愛宕神社の社殿がある。全長は100メートル余あり、前方部幅38メートル高さ3メートル、後円部径67メートル高さ7メートルを測り、前方部が北を向き、後円部は2段築成で埴輪を廻らしている。また神社の石段に石棺の一部と考えられる石材が使われている。
この地方に君臨した首長の墓と言われ、前方部の幅が狭く未発達な点、古式な形態とされ5世紀代の築造と推定されている。

## 愛宕神社
祭神は伊弉冉尊（いざなみのみこと）の子である迦具土神（かぐつちのかみ）で、火防の神として崇拝されてきた。天正17年（1589年）、木原城主近藤薩摩守利信の寄進と言い伝えられ、境内の御手洗には享保元年（1716年）奉納の文字と多くの氏子、寺院の名も刻まれている。拝殿東側のシイの木に根元に、茨城県内でも数基あるのみとされる貴重な隔夜念仏（かくやねんぶつ）が建っており、筑波山と愛宕山（古墳）を一夜を隔てて200回勤行し続け、その成就を祈念して奉建した石仏である。このほか、青面金剛尊、十九夜塔、如意輪観音などの石仏も多い。